# Estación Maquinista Levet
Maquinista Levet es una estación ferroviaria ubicada en un paraje rural del Departamento La Paz, Provincia de Mendoza, República Argentina.

## Servicios
No presta servicios de pasajeros. Por sus vías corren trenes de carga de la empresa estatal Trenes Argentinos Cargas.

## Historia
En el año 1910 fue inaugurada la Estación, por parte del Ferrocarril Buenos Aires al Pacífico, en el ramal de Justo Daract a La Paz.

## Toponimia
Debe su nombre al maquinista del tren que conducía el convoy involucrado en la Tragedia de Alpatacal ocurrido en este lugar en 1927 donde fallecieron 30 personas, entre ellos 12 cadetes militares chilenos.